# Cantó de Romilly-sur-Seine
El cantó de Romilly-sur-Seine és un cantó francès del departament de l'Aube, situat al districte de Nogent-sur-Seine. Té sis municipis i part del de Romilly-sur-Seine.

## Municipis

### 1973-2015
- Crancey
- La Fosse-Corduan
- Gélannes
- Maizières-la-Grande-Paroisse
- Origny-le-Sec
- Orvilliers-Saint-Julien
- Ossey-les-Trois-Maisons
- Pars-lès-Romilly
- Romilly-sur-Seine (part)
- Saint-Hilaire-sous-Romilly
- Saint-Loup-de-Buffigny
- Saint-Martin-de-Bossenay

### 2015-
- Crancey
- Gélannes
- Maizières-la-Grande-Paroisse
- Pars-lès-Romilly
- Romilly-sur-Seine
- Saint-Hilaire-sous-Romilly

## Història
| Data d'elecció                           | Identitat       | Partit           | Qualitat |
| ---------------------------------------- | --------------- | ---------------- | -------- |
| 1945-1951                                | Gaston Michel   | SFIO             |          |
| 1951-1958                                | René Bellemère  | Divers droite    |          |
| 1958-1964                                | Charles Ruppli  | MRP              |          |
| 1964-1970                                | Maurice Camuset | PCF              |          |
| 1970-2001                                | Paul Granet     | UDR, després UDF |          |
| 2001-2015                                | Jean Botella    | UMP              |          |
| les dades anteriors no són pas conegudes |                 |                  |          |
|                                          |                 |                  |          |

| Data d'elecció | Identitat       | Partit | Qualitat |
| -------------- | --------------- | ------ | -------- |
| 2015 -         | Jérôme Bonnefoi | UMP    |          |
| 2015 -         | Agnès Mignot    | UMP    |          |

## Demografia
| A partir de 1990: Població sense dobles comptes |